# Bromo
El bromo es un elemento químico de número atómico 35 situado en el grupo de los halógenos (grupo VII A) de la tabla periódica de los elementos. Su símbolo es Br.
El bromo a temperatura ambiente es un líquido rojo, volátil y denso. Su reactividad es intermedia entre el cloro y el yodo. En estado líquido es peligroso para el tejido humano y sus vapores, cuya emanación se puede apreciar claramente a temperatura ambiente, irritan nariz, garganta y ojos, incluso en lugares ventilados.
El bromo elemental es muy reactivo y, por tanto, no se encuentra libre en la naturaleza, sino en  sales minerales cristalinas incoloras de haluro, análogas a la sal de mesa (cloruro de sodio)  Aunque es bastante raro en la corteza terrestre, la alta solubilidad del ion bromuro (Br-) ha provocado su acumulación en los océanos. Comercialmente, el elemento se extrae fácilmente de los estanques de evaporación de salmuera, sobre todo en Estados Unidos, Israel y China. La masa de bromo en los océanos es aproximadamente una trescientosava parte de la del cloro.
En condiciones normalizadas de presión y temperatura es un líquido; el único otro elemento que es líquido en estas condiciones es el mercurio. A altas temperaturas, los compuestos de  organobromo se disocian fácilmente para dar lugar a átomos de bromo libres, un proceso que detiene las reacciones químicas en cadena de los  radicales libres. Este efecto hace que los compuestos de organobromo sean útiles como retardantes del fuego, y más de la mitad del bromo que se produce cada año en el mundo se destina a este fin. La misma propiedad hace que la luz solar ultravioleta disocie los compuestos organobromados volátiles en la atmósfera para dar lugar a átomos de bromo libres, lo que provoca el agotamiento del ozono. Por ello, muchos compuestos organobromados -como el pesticida bromuro de metilo han dejado de utilizarse. Los compuestos de bromo se siguen utilizando en los fluidos de perforación de pozos, en las películas fotográficas y como intermedio en la fabricación de productos químicos orgánicos.
Las sales de bromuro en grandes cantidades son tóxicas por la acción de los iones de bromuro solubles, causando bromismo. Sin embargo, recientemente se ha dilucidado un claro papel biológico para el ion bromuro y el ácido hipobromoso, y ahora parece que el bromo es un oligoelemento esencial en los seres humanos. El papel de los compuestos biológicos de organobromo en la vida marina, como las algas, se conoce desde hace mucho más tiempo. Como producto farmacéutico, el ion bromuro simple (Br-) tiene efectos inhibidores sobre el sistema nervioso central, y las sales de bromuro fueron en su día un importante sedante médico, antes de ser sustituidas por fármacos de acción más corta. Conservan usos especializados como antiepilépticos.

## Historia

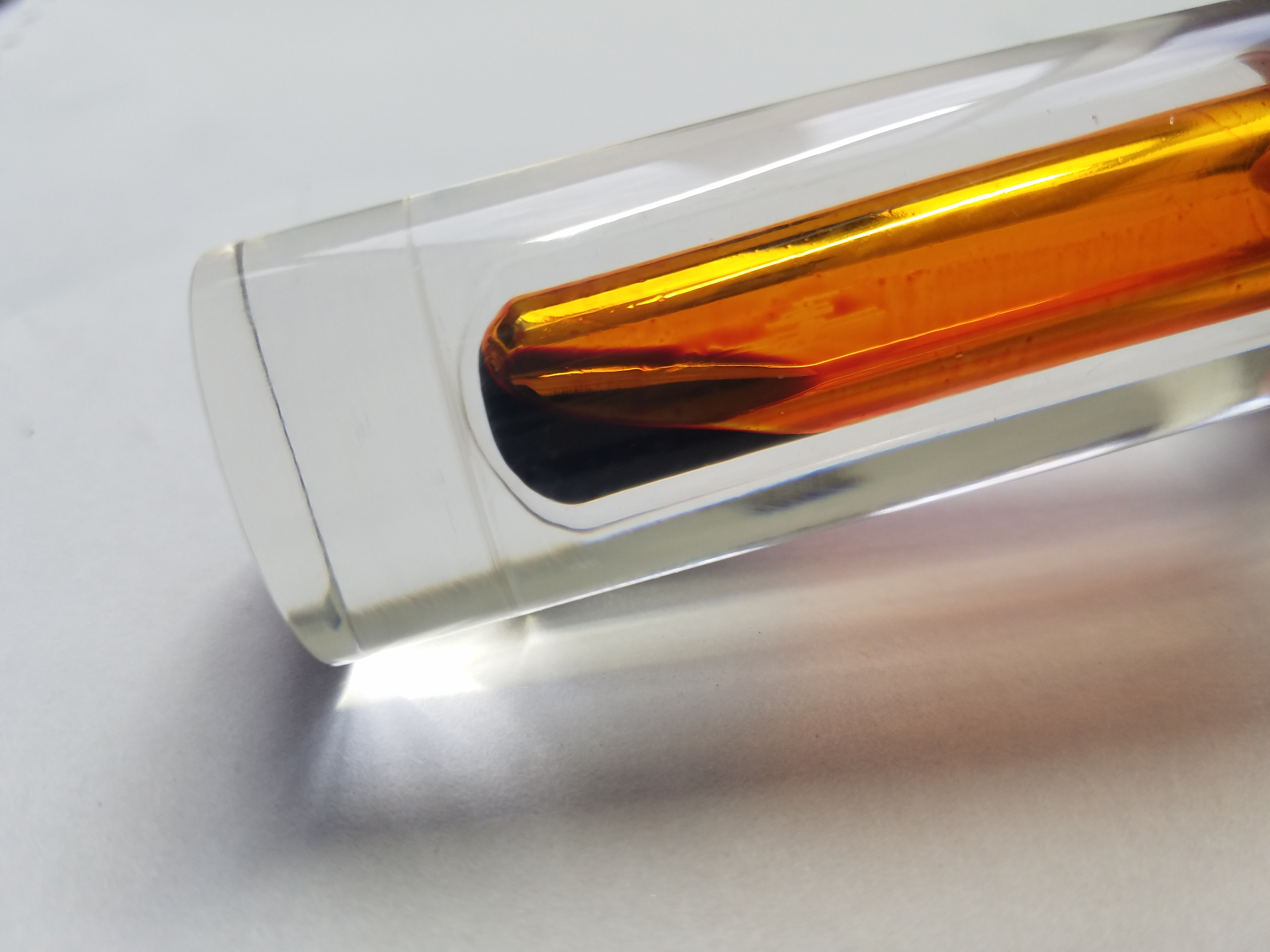
Muestra de bromo líquido en un vial.

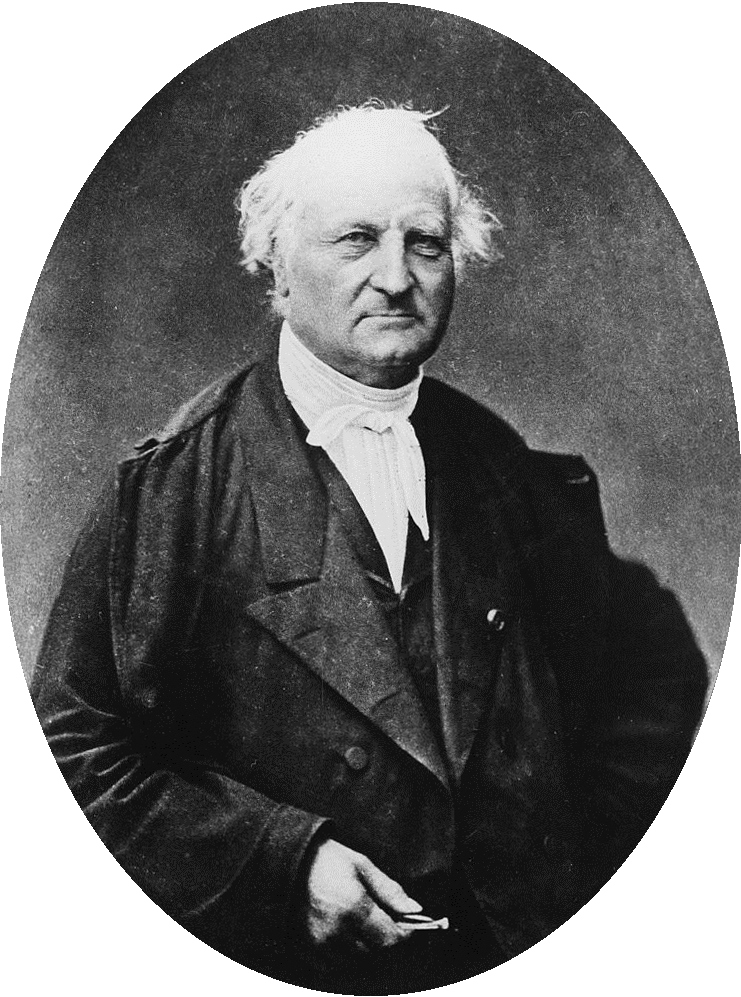
Antoine Jerome Balard, uno de los descubridores del bromo

El bromo (del griego bromos, que significa "hedor" o pestilencia) fue descubierto en 1826 por Antoine-Jérôme Balard
 e independientemente por Carl Jacob Löwig en 1825 y 1826, respectivamente. pero no se produjo en cantidades importantes hasta 1860.
Löwig aisló el bromo de un manantial de agua mineral de su ciudad natal Bad Kreuznach en 1825. Löwig utilizó una solución de la sal mineral saturada de cloro y extrajo el bromo con éter dietílico. Tras la evaporación del éter, quedó un líquido marrón. Con este líquido como muestra de su trabajo solicitó un puesto en el laboratorio de Leopold Gmelin en Heidelberg. La publicación de los resultados se retrasó y Balard publicó primero sus resultados.
Balard encontró sustancias químicas de bromo en las cenizas de algas de las marismas de Montpellier. Las algas se utilizaban para producir yodo, pero también contenían bromo. Balard destiló el bromo a partir de una solución de cenizas de algas saturada de cloro. Las propiedades de la sustancia resultante eran intermedias entre las del cloro y las del yodo, por lo que intentó demostrar que la sustancia era monocloruro de yodo (ICl), pero tras fracasar en su intento estuvo seguro de haber encontrado un nuevo elemento y lo denominó mururo, derivado de la palabra latina muria. ("salmuera").
Después de que los químicos franceses Louis Nicolas Vauquelin, Louis Jacques Thénard y Joseph-Louis Gay-Lussac aprobaran los experimentos del joven farmacéutico Balard, los resultados fueron presentados en una conferencia de la Académie des Sciences y publicados en Annales de Chimie et Physique. En su publicación, Balard declaró que había cambiado el nombre de muride por el de brôme a propuesta de M. Anglada. El nombre brôme (bromo) deriva de la griega βρῶμος (brômos, "hedor"). Otras fuentes afirman que el químico y físico francés Joseph-Louis Gay-Lussac sugirió el nombre de brôme por el olor característico de los vapores.
El bromo no se produjo en grandes cantidades hasta 1858, cuando el descubrimiento de depósitos de sal en Stassfurt permitió su producción como subproducto de la potasa.
Aparte de algunas aplicaciones médicas menores, el primer uso comercial fue el daguerrotipo. En 1840, se descubrió que el bromo tenía algunas ventajas sobre el vapor de yodo utilizado anteriormente para crear la capa de haluro de plata sensible a la luz en la daguerrotipia.

## Abundancia y obtención
La mayor parte del bromo se encuentra en el mar en forma de bromuro, Br-. En el mar presenta una concentración de unos 65 µg/g.
El bromo molecular, Br2 se obtiene a partir de las salmueras, mediante la oxidación del bromuro con cloro, una vez obtenido este:
{\displaystyle {\ce {2Br- + Cl2 -> Br2 + 2Cl-}}}
Es necesario emplear un proceso de destilación para separarlo del Cl2.
Aproximadamente se producen en el mundo 500 millones de kilogramos de bromo por año (2001). Estados Unidos e Israel son los principales productores. Las aguas del mar Muerto y las minas de Stassfurt son ricas en bromuro de potasio.

## Compuestos
Puede presentar distintos estados de oxidación. Los más comunes son -1 (lo más común), +1 (con cloro) +3 (con flúor) y +5 (con oxígeno).
- El estado de oxidación +1 es poco estable, pero muy oxidante desde el punto de vista cinético, en disolución acuosa y desproporciona a los estados de oxidación -1 y +5. Por ejemplo, el ion hipobromito, BrO- (sólo estable a bajas temperaturas 0 °C).
- El estado de oxidación +3 es poco estable en disolución acuosa y desproporciona a los estados de oxidación +1 y +5. Por ejemplo, el ion bromito, BrO2-, o el ácido bromoso, HBrO2 (muy inestable).
- El estado de oxidación +5 es termodinámicamente estable frente a la desproporción en disolución acuosa. Por ejemplo, el ion bromato, BrO3-. El bromato es un oxidante fuerte (como el permanganato) más oxidante que el clorato y cinéticamente más reactivo. Es además un carcinógeno (sospechas muy fuertes).
- El ion perbromato, BrO4-, con un estado de oxidación +7, se reduce con relativa facilidad y se prepara con dificultad: empleando flúor elemental o por métodos electrolíticos, es un oxidante muy fuerte 1,8 aunque algo lento desde el punto cinético.

El BrO3F (fluoruro de perbromilo) es un agente nuevo mucho más inestable que el análogo clorado y tan reactivo que destruye hasta el teflón. Es también un ácido de Lewis al contrario de su homólogo clorado fluoruro de perclorilo, formando un complejo BrO3F2(-1) análogo al XeO3F2.
Cuando reacciona con ácidos de Lewis el bromo se reduce a +5 desprendiendo oxígeno, el análogo clorado no reacciona con pentafluoruro de antimonio SbF5.
- El bromo también forma compuestos con otros halógenos (interhalógenos). Por ejemplo, BrF5, BrF3, IBr, etc.

El BrF5, es un líquido que reacciona explosivamente con casi todas las sustancias muy similar en reactividad al ClF3 capaz de hacer arder a las sustancias utilizadas como extintores, el agua, vidrio, óxidos, haluros y una amplia variedad de sustancias inorgánicas reaccionan, las sustancias orgánicas reaccionan explosivamente.
- Hay muchos compuestos en los que el bromo presenta estado de oxidación -1, llamándose a estos bromuros.

N-bromosuccinimida

Se pueden obtener fácilmente compuestos orgánicos bromados, por ejemplo, mediante bromación radicalaria con bromo molecular y en presencia de luz o empleando N-bromosuccinimida, o bien por reacciones de adición o de sustitución. El compuesto orgánico bromuro de metilo, CH3Br, se emplea como plaguicida, pero afecta a la capa de ozono. Se ha determinado que los átomos de bromo son más eficaces que los de cloro en los mecanismos de destrucción de la capa de ozono, sin embargo los átomos de bromo están en menor cantidad.
El bromuro de hidrógeno, HBr, se obtiene por reacción directa de bromo con hidrógeno molecular o como subproducto de procesos de bromación de compuestos orgánicos.A 400º ataca al vidrio. Es muy ácido. A partir de este, se pueden obtener distintos bromuros, por ejemplo:
{\displaystyle {\ce {HBr + NaOH -> NaBr + H2O}}}
Es mucho más inestable que su análogo clorado y es reductor.
El ácido nítrico oxida a los bromuros en presencia de nitritos enérgicamente.
El bromo en disolución acuosa puede dismutar:
{\displaystyle {\ce {Br2 + OH- -> Br- + HBrO}}}

Pero la reacción no transcurre en medio ácido.
También se puede obtener por oxidación el ion Br2+.

### Bromuro de hidrógeno
El compuesto más simple de bromo es el bromuro de hidrógeno, HBr. Se utiliza principalmente en la producción de bromuros inorgánicos y  bromuros de alquilo, y como catalizador para muchas reacciones en química orgánica. Industrialmente, se produce principalmente por la reacción de gas hidrógeno con gas bromo a 200-400 °C con un catalizador de platino. Sin embargo, la reducción de bromo con fósforo rojo es una forma más práctica de producir bromuro de hidrógeno en el laboratorio:
- {\displaystyle {\ce {2P + 6H2O + 3Br2 -> 6HBr + 2H3PO4}}}
- {\displaystyle {\ce {H3PO3 +H2O + Br2 -> 2HBr + H3PO4}}}

A temperatura ambiente, el bromuro de hidrógeno es un gas incoloro, como todos los halogenuros de hidrógeno excepto el fluoruro de hidrógeno, ya que el hidrógeno no puede formar enlaces de hidrógeno fuertes con el átomo de bromo, que es grande y poco electronegativo; sin embargo, en el bromuro de hidrógeno cristalino sólido hay enlaces de hidrógeno débiles a bajas temperaturas, similares a los de la estructura del fluoruro de hidrógeno, antes de que el desorden comience a prevalecer a medida que se eleva la temperatura. El bromuro de hidrógeno acuoso se conoce como ácido bromhídrico, que es un ácido fuerte (P < 9) porque los enlaces de hidrógeno con el bromo son demasiado débiles para inhibir la disociación. El sistema HBr/H2O también incluye muchos hidratos HBr-nH2O para n = 1, 2, 3, 4 y 6, que son esencialmente sales de aniones de bromo e hidronio. catión. El ácido bromhídrico forma un azeótropo con un punto de ebullición de 124,3 °C a 47,63 g de HBr por 100 g de solución; por tanto, el ácido bromhídrico no puede concentrarse más allá de este punto por destilación.

### Otros bromuros binarios
Casi todos los elementos de la tabla periódica forman bromuros binarios. Las excepciones son decididamente minoritarias y se derivan en cada caso de una de tres causas: extrema inercia y renuencia a participar en reacciones químicas (los gases nobles, con la excepción del xenón en el muy inestable XeBr 2 ); inestabilidad nuclear extrema que dificulta la investigación química antes de la descomposición y la transmutación (muchos de los elementos más pesados más allá del bismuto ); y que tiene una electronegatividad superior a la del bromo ( oxígeno, nitrógeno, flúor y cloro).), de modo que los compuestos binarios resultantes no son formalmente bromuros sino óxidos, nitruros, fluoruros o cloruros de bromo. Sin embargo, el tribromuro de nitrógeno se denomina bromuro, ya que es análogo a los otros trihaluros de nitrógeno.

### Halogenuros de bromo
Los halógenos forman muchos compuestos binarios,  interhalógenos  diamagnéticos con estequiometrías XY, XY3, XY5, y XY7(donde X es más pesado que Y), y el bromo no es una excepción. El bromo forma un monofluoruro y un monocloruro, así como un trifluoruro y un pentafluoruro. También se caracterizan algunos derivados catiónicos y aniónicos, como BrF−
2, BrCl−
2, BrF+
2, y BrF+
6. Además de éstos, también se conocen algunos pseudohaluros, como el bromuro de cianógeno (BrCN), el  tiocianato de bromo (BrSCN), y la azida de bromo (BrN3).

### Compuestos de polibromo
Aunque el dibromo es un agente oxidante fuerte con una energía de primera ionización alta, los oxidantes muy fuertes como el fluoruro de peroxidisulfurilo  pueden oxidarlo para formar el catión+2 Br rojo cereza.

### Óxidos de bromo y oxoácidos
Los óxidos de bromo no están tan bien caracterizados como los óxidos de cloro o los óxidos de yodo, ya que todos son bastante inestables: alguna vez se pensó que no podían existir en absoluto. El monóxido de dibromo es un sólido de color marrón oscuro que, si bien es razonablemente estable a -60 °C, se descompone en su punto de fusión de -17,5 °C; es útil en reacciones de bromación y puede obtenerse a partir de la descomposición a baja temperatura del dióxido de bromo en el vacío. Oxida el yodo a pentóxido de yodo y el benceno a 1,4-benzoquinona ; en soluciones alcalinas, da el anión hipobromito.

## Papel biológico
El bromo se encuentra en niveles de trazas en humanos. Es considerado un elemento químico esencial, aunque no se conocen exactamente las funciones que realiza. Algunos de sus compuestos se han empleado en el tratamiento contra la epilepsia y como sedantes.

## Isótopos
En la naturaleza se encuentran dos isótopos: 79Br y 81Br, los dos con una abundancia de cerca del 50%.

## Aplicaciones
Las aplicaciones químicas e industriales del bromo son numerosas y variadas, destacando los compuestos organobromados, los cuales son preparados a partir de bromo diatómico o bien de bromuro de hidrógeno (ácido bromhídrico en disolución acuosa).
La prueba del bromo consiste en el uso de agua de bromo con el objetivo de detectar la presencia de compuestos orgánicos insaturados.
Los bromuros actúan médicamente como sedantes y el bromuro de plata se utiliza como un elemento fundamental en las placas fotográficas.

## Precauciones
El bromo elemental es altamente tóxico y a partir de pequeñas trazas (10 ppm), tanto por vía cutánea como respiratoria, puede causar problemas inmediatos de salud y en dosis mayores la muerte. Es muy irritante tanto para los ojos como para la garganta; en contacto con la piel produce quemaduras dolorosas. Un manejo inapropiado supone un serio riesgo para la salud, requiriendo máximas precauciones para su gestión segura.